# Кельце
Ке́льце (пол. Kielce; русское название времён Царства Польского — Кельцы, в дореформенной орфографии писалось через ять — Кѣльцы — в соответствии с польским ie) — город в центральной Польше, в 170 километрах к югу от столицы страны Варшавы. До 1999 года Кельце был столицей Келецкого воеводства; после административной реформы 1999 года — столица Свентокшиского воеводства. Крупный узел автомобильных и железных дорог. Население — 196 335 человек (2018).

## История

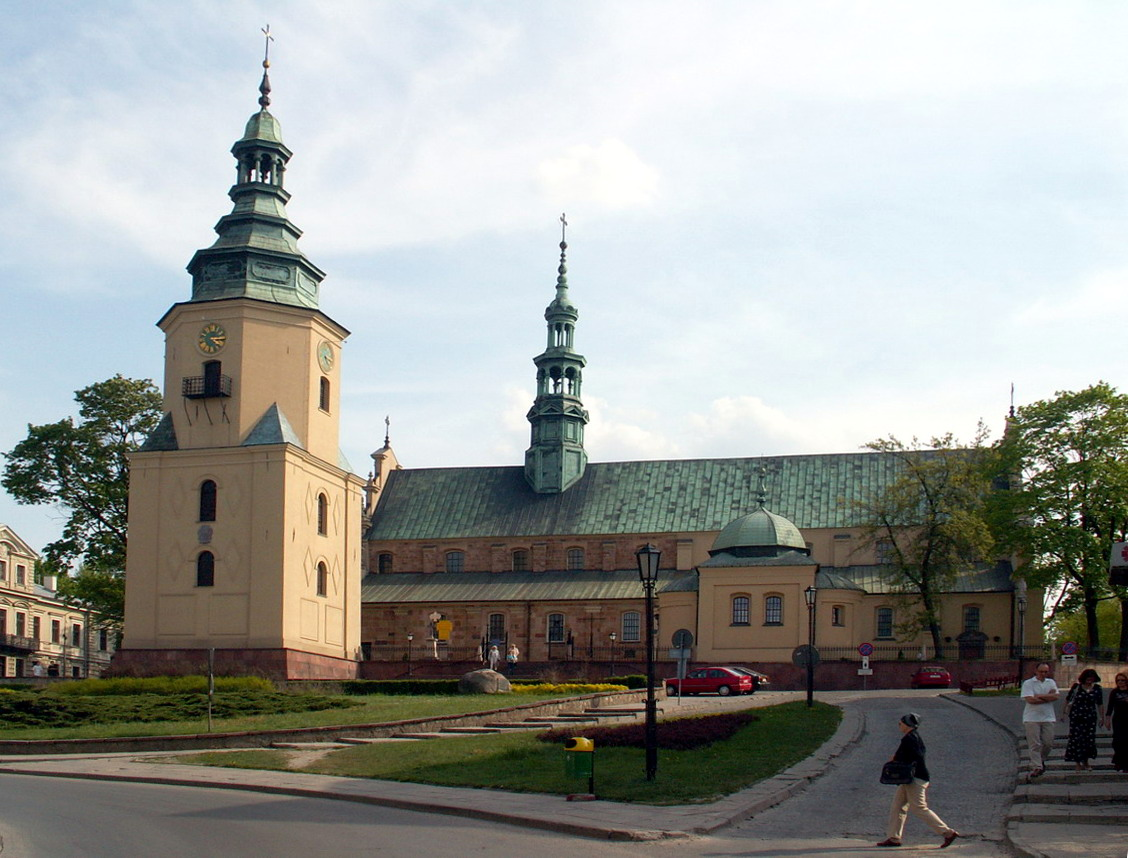
Кафедральный собор

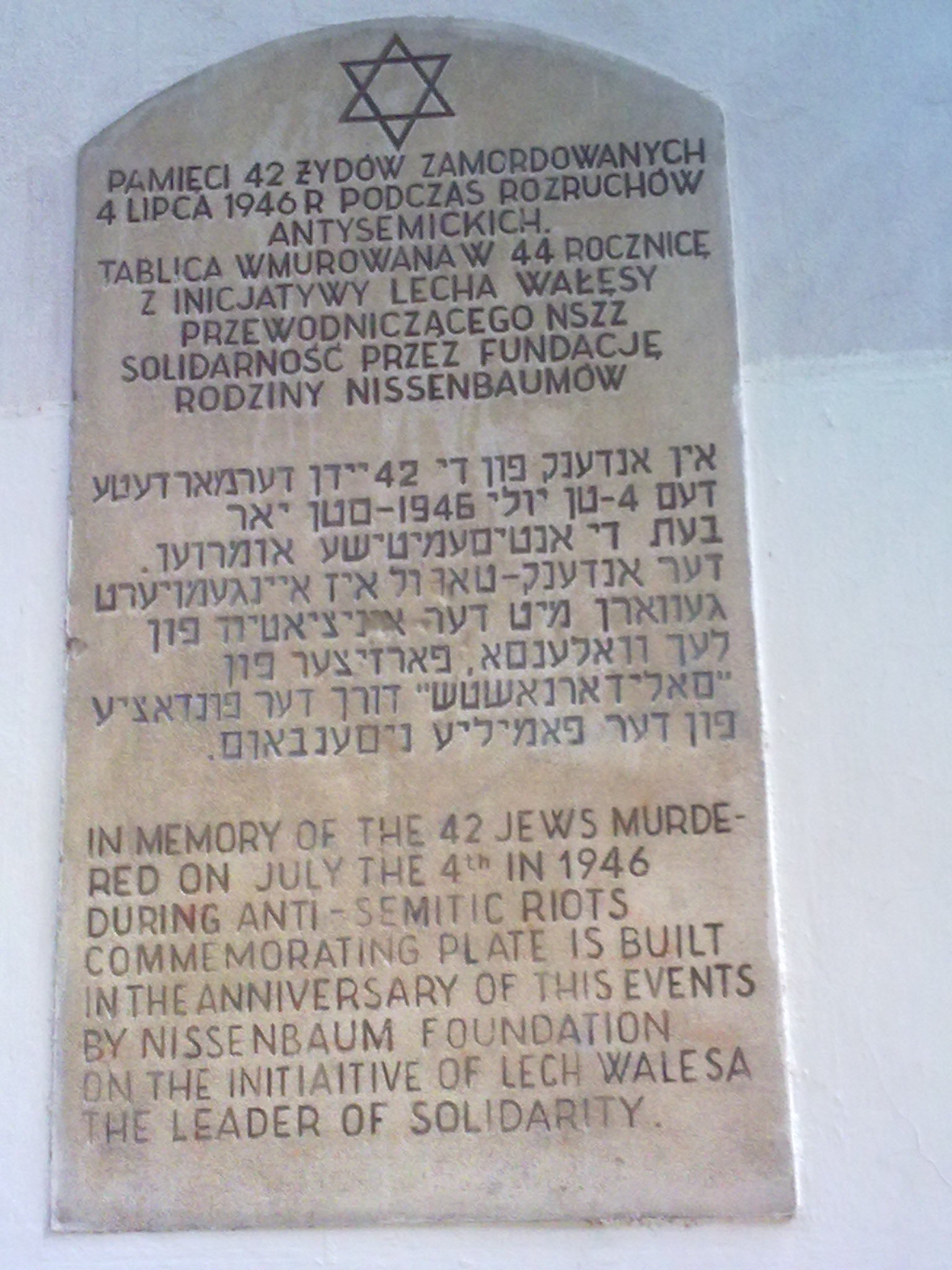
Мемориал погибшим в Келецком погроме (1946)

Поселение на месте нынешнего Кельце у подножия Свентокшиских гор (Горы Святого Креста), как доказывают археологические раскопки, существовало ещё в кельтский период, до прихода в эти места славян.
На стыке XI и XII веков на месте Кельце было основано поселение, которое в начале XII века стало собственностью краковских епископов. Уже в то время началась торговая история Кельце — выгодное расположение города на перекрёстке торговых путей вблизи от Кракова сделало его центром ярмарок.
В 1171 году была построена первая каменная церковь, ставшая потом кафедральным собором, а в 1295 году Кельце получил статус города.
В XV веке после открытия в окрестностях города крупных рудных залежей Кельце стал крупным металлургическим центром, что предопределило быстрое развитие города. В 1642 году было закончено строительство дворца краковских епископов периода раннего барокко, который является главной достопримечательностью города.
Во время войны со шведами (так называемый «Шведский потоп») в 1660 году Кельце был разграблен и сожжён шведской армией, восстановление города продолжалось вплоть до середины XVIII века.
В 1795 году после Третьего раздела Польши Кельце вошёл в состав Австрии. Во время наполеоновских войн город был частью независимого Варшавского княжества, после поражения Наполеона отошёл к Царству Польскому в составе России.
В XIX веке продолжалось развитие города как крупного промышленного и шахтёрского центра, в 1816 году в Кельце открыт первый в Польше технический университет.
В составе Российской империи — административный центр Келецкой губернии.
После Первой мировой войны город становится частью Польши, вновь получившей независимость. Во время Второй мировой войны оккупирован нацистами, в окрестностях города, особенно в Свентокшиских горах активно действовали партизанские отряды. Освобождён в ходе Сандомирско-Силезской операции РККА.
4 июля 1946 года в Кельце произошёл самый крупный в Польше послевоенный еврейский погром, в ходе которого было убито 42 еврея и ранено около 50.

### Население
По состоянию на 31 декабря 2020 года в Кельце проживало 193 415 человек.
На конец июня 2021 года уровень безработицы составлял 5,5 %.
По данным на конец июня 2021 года средний доход на душу населения составлял 4798,67 злотых брутто.

Население по годам:

## Образование
- Университет имени Яна Кохановского в Кельце
- Келецкий технологический университет
- Свентокшиская академия
- Высшая школа коммерции
- Высшая школа экономики и управления

## Достопримечательности

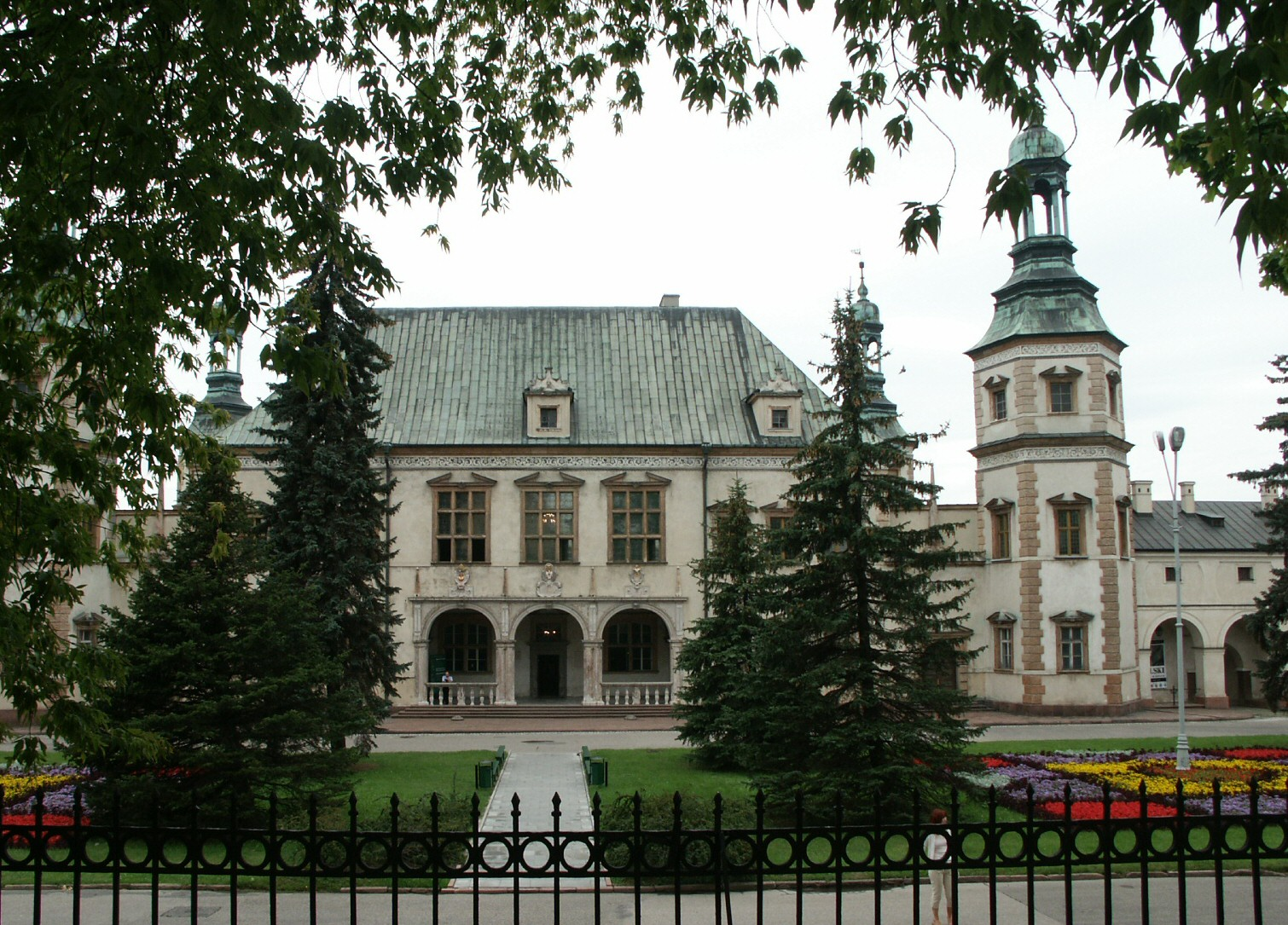
Епископский дворец

- Дворец епископов. Построен в 1641 году. Один из немногих выдающихся памятников польского барокко, переживших Вторую мировую войну. Ныне здесь располагается Национальный музей (экспозиция исторических интерьеров, галерея польской живописи, выставка национальных ремесленных изделий).
- Кафедральный собор. Первоначальный храм сооружён в 1171 году в романском стиле, потом несколько раз перестраивался; последняя переделка относится к эпохе раннего барокко.
- Церковь св. Троицы. Построена в 1640—1644 годах.
- Городской рынок. XVIII век.
- Синагога.
- Здание ратуши (1848 год).
- Гарнизонная Никольская церковь (1904).

- Памятник Майлзу Дэвису.
- Бюст Владимира Высоцкого.
- Кладбище советских военнопленных.
- Музей келецкой деревни.

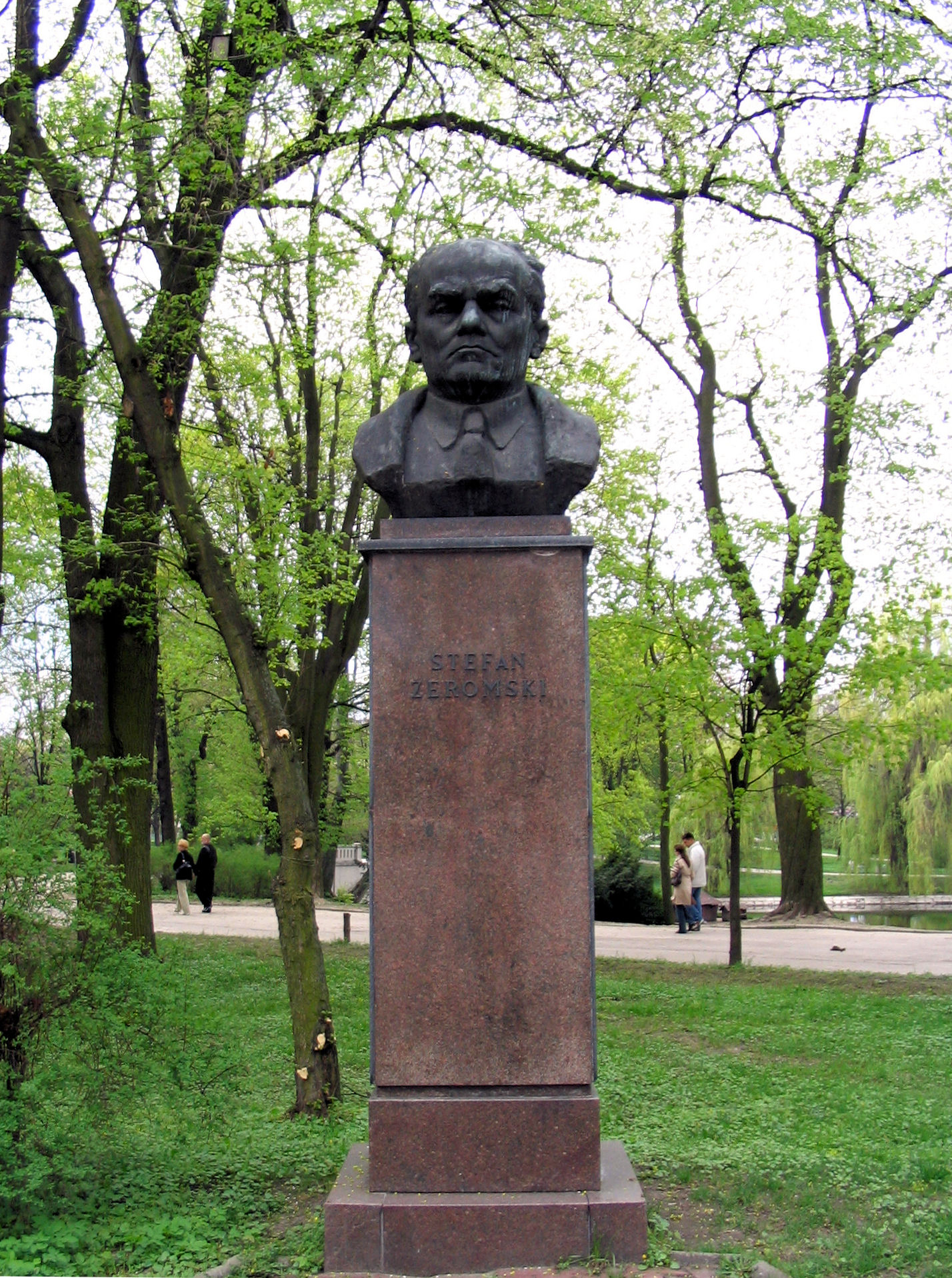
Бюст Стефана Жеромского в Кельце

- Homo Homini — первый в Европе памятник жертвам терактов 11 сентября в США.

### Свентокшишские горы
Свентокшиские горы в окрестностях города с живописными долинами, минеральными источниками и множеством прогулочных маршрутов являются популярной туристической достопримечательностью.

## Прочие сведения
- Торговая ярмарка Кельце является второй по величине торговой выставкой страны после Познанской международной ярмарки.
- Кельце — крупный медицинский центр. Свентокшиский онкологический центр — самый современный в Польше.

## Города-побратимы[9]
- Винница (Украина) (с 10 августа 1963 года)
- Гота (Германия) (с 2 мая 1997 года)
- Каменское (Украина)
- Оранж (Франция) (с 1992 года)
- Рамла (Израиль) (с 29 мая 2006 года)
- Хернинг (Дания) (с 20 ноября 1991 года)
- Чепель (Венгрия) (с 21 апреля 2005 года)

## Известные люди
- Бэлза, Игорь Фёдорович (26 января (8 февраля) 1904, Кельце, Царство Польское, Российская империя — 5 января 1994, Москва, Россия) — российский советский музыковед, композитор и литературовед, доктор искусствоведения, отец Святослава Бэлзы.
- Виленский, Константин Михайлович (проживает в Кельце с 1995) — композитор и пианист, музыкальный директор (1995—2002) драматического театра им. Стефана Жеромского.
- Корейба, Якуб (родился в Кельце в 1985)  — польский политолог, публицист, постоянный эксперт телепрограмм «Время покажет» на «Первом канале» и «60 минут» на канале «Россия-1».[10]
- Ольбиньский, Рафал (родился в Кельце 21 февраля 1943) — польский художник.
- Троицкий, Николай Александрович (18 декабря 1887, Кельце, Царство Польское, Российская империя — 18 августа 1957, Новосибирск, СССР) — русский и советский учёный-ботаник.